# اچ‌ام‌اس کوردلیا (۱۸۵۶)
اچ‌ام‌اس کوردلیا (۱۸۵۶) (به انگلیسی: HMS Cordelia (1856)) یک کشتی بود که طول آن ۱۵۱ فوت (۴۶٫۰ متر) بود. این کشتی در سال ۱۸۵۶ ساخته شد.